# 올림픽 콩고 민주 공화국 선수단
콩고 민주 공화국은 콩고 킨샤사(Congo Kinshasa)로 알려졌던 1968년에 올림픽에 처음 참가했다. 이 국가의 다음 올림픽 출전은 16년 후인 1984년, 당시 자이르로 알려졌다. 이후 이 나라는 매년 하계 올림픽에 선수단을 파견해 왔지만 동계 올림픽에는 참가한 적이 없다. 2000년 올림픽에서 국가는 다시 한번 콩고 민주 공화국으로 지정되었다.
콩고 민주 공화국의 어떤 선수도 올림픽 메달을 획득한 적이 없으며, 방글라데시에 이어 세계에서 두 번째로 인구가 많은 국가가 되었다.
콩고 민주 공화국 국가 올림픽 위원회는 1963년에 창설되었고 1968년에 국제 올림픽 위원회의 승인을 받았다.

## 대회별 메달 집계

### 하계 올림픽 메달 집계
| 경기                  | 선수          | 금 | 은 | 동 | 합계 | 순위 |
| 1968년 멕시코시티     | 5             | 0  | 0  | 0  | 0    | –    |
| 1972년 뮌헨           | 불참          |    |    |    |      |      |
| 1976년 몬트리올       | 불참          |    |    |    |      |      |
| 1980년 모스크바       | 불참          |    |    |    |      |      |
| 1984년 로스앤젤레스   | 8             | 0  | 0  | 0  | 0    | –    |
| 1988년 서울           | 15            | 0  | 0  | 0  | 0    | –    |
| 1992년 바르셀로나     | 17            | 0  | 0  | 0  | 0    | –    |
| 1996년 애틀랜타       | 14            | 0  | 0  | 0  | 0    | –    |
| 2000년 시드니         | 2             | 0  | 0  | 0  | 0    | –    |
| 2004년 아테네         | 4             | 0  | 0  | 0  | 0    | –    |
| 2008년 베이징         | 5             | 0  | 0  | 0  | 0    | –    |
| 2012년 런던           | 4             | 0  | 0  | 0  | 0    | –    |
| 2016년 리우데자네이루 | 4             | 0  | 0  | 0  | 0    | –    |
| 2020년 도쿄           | 7             | 0  | 0  | 0  | 0    | –    |
| 2024년 파리           | 미래의 이벤트 |    |    |    |      |      |
| 2028년 로스앤젤레스   | 미래의 이벤트 |    |    |    |      |      |
| 2032년 브리즈번       | 미래의 이벤트 |    |    |    |      |      |
| 합계                  | 합계          | 0  | 0  | 0  | 0    | –    |

## 같이 보기
- 분류:콩고 민주 공화국의 올림픽 참가 선수